# (2906) Caltech
(2906) Caltech es un asteroide perteneciente al cinturón de asteroides, descubierto el 13 de enero de 1983 por Carolyn Shoemaker desde el Observatorio del Monte Palomar, Estados Unidos.

## Designación y nombre
Designado provisionalmente como 1983 AE2. Fue nombrado Caltech en homenaje al Instituto de Tecnología de California, también conocido por su abreviatura (Caltech).